# 灰葡萄孢菌
灰葡萄孢菌是一种寄生性真菌，可以引发多种植物患灰霉病，从而影响生长。尽管在特定条件下，它可以让葡萄产生特别的贵腐状态从而得到贵腐酒，但在园艺和农业上，它通常会带来灰癍及溃烂，直至植物死亡。